# マティ・ディオプ
マティ・ディオプ（Mati Diop、1982年6月22日 - ）は、フランスの映画監督。日本語では「マティ・ディオップ」とも表記される。

## 来歴
1982年、パリにて生まれる。父のワシス・ディオプはセネガル出身のミュージシャンであり、幼少期はフランスとセネガルを行き来する日々を送っていた。
その後、フランスのル・フレノワ国立現代芸術スタジオとパレ・ド・トーキョーの研究施設であるル・パヴィヨン
で研修を受け、
2004年から短編映画を中心に映画制作を始める。また、2008年にはクレール・ドゥニ監督作『35杯のラムショット』に出演し、俳優としてもデビューする。
2019年、初の長編映画監督作品となる『アトランティックス』が第72回カンヌ国際映画祭コンペティション部門に黒人女性監督としては史上初めて出品され 、グランプリを受賞。その5年後の2024年にはドキュメンタリー映画『Dahomey』が第74回ベルリン国際映画祭で最高賞に当たる金熊賞を受賞した。

## 主な監督作品
- アトランティックス Atlantiqes（2019年）
- Dahomey（2022年）